# Microsporidis

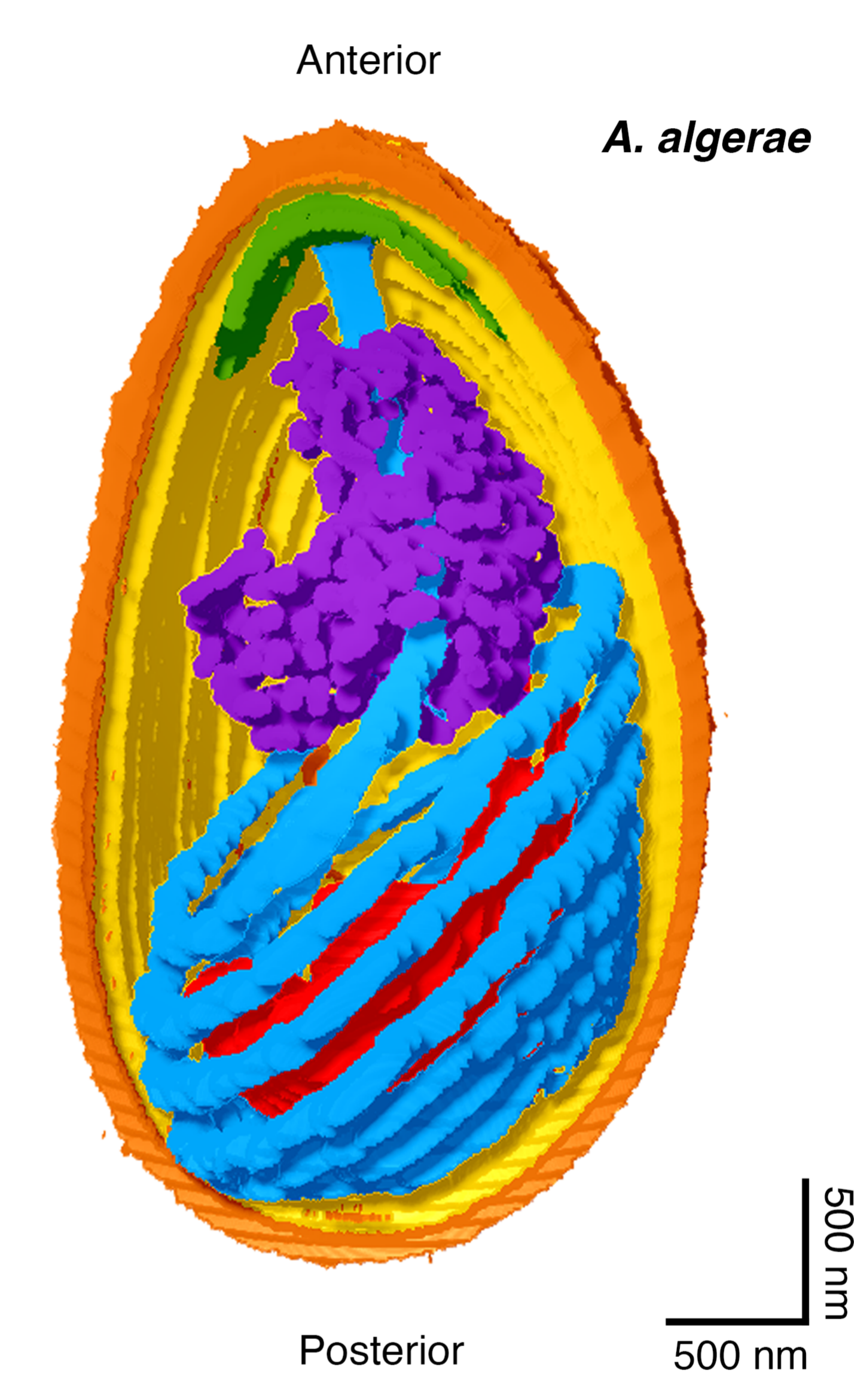
Tubo polar (en azul), reconstrucción 3D en espora de Anncaliia.

Els microsporidis (Microsporidia) són una classe de fongs de la divisió dels rozel·lomicots (Rozellomycota). Són molt petits (2-20 µm) i paràsits d'animals, sobretot insectes, però també crustacis, peixos o, fins i tot, humans, provocant la microsporidiosi humana, que representa una important malaltia oportunista emergent, també per a individus immunocompetents.
Han estat considerats protozous, protistes i fongs. En realitat són un grup basal de fongs paràsits obligats que descendeixen d'organismes unicel·lulars similars a les rozel·les, que en el procés evolutiu de la seva adaptació a la vida parasitària, han perdut els mitocondris.

## Característiques
Els microsporidis, com el seu nom indica, es caracteritzen per les espores de mida mínima, de 2 a 20 micròmetres (µm), que contenen l'esporoplasma (la forma infectiva del paràsit) i un tub polar senzill. Una de les parets cel·lulars de l'espora és quitinosa, com la dels fongs, que sol perdre's durant l'absorció.
Els paràsits madurs (trofozoides), de vegades produeixen zigots per meiosi, que posteriorment poden produir més espores. La reproducció pot ser sexual o asexual. Presenten zoòspores uniflagel·lades opistocontes que tenen un rizoplast sòlid associat amb un cinetosoma llarg. Penetren les cèl·lules hoste mitjançant un tub germinal (o tub polar).

## Història natural
Els microsporidis parasiten les cèl·lules intestinals de mamífers, peixos i aus, per bé que també s'han trobat en invertebrats (gèneres Anncaliia, Brachiola, Nosema) i en alguns protozous ciliats.
Produeix la microsporidiosi humana, una infecció intestinal oportunista que causa diarrea i emaciació en individus immunocompromesos (infecció pel VIH i sida, per exemple). En cucs de seda (Bombyx mori) causa la pebrina, que va descriure Louis Pasteur. Nosema apis és un microsporidi que causa una malaltia denominada nosemosi, que ataca a l'abella mel·lífera, causant-li inflamació intestinal i diarrea. L'antibiòtic utilitzat en el tractament d'aquesta malaltia és la fumagilina.

## Taxonomia
La classe Microsporidia inclou quatre ordres:
- Ordre Amblyosporida
- Ordre Neopereziida
- Ordre Ovavesiculida
- Ordre Glugeida
- Ordre Nosematida